# Porraxia nana
Porraxia nana är en insektsart som beskrevs av Sjöstedt 1921. Porraxia nana ingår i släktet Porraxia och familjen gräshoppor. Inga underarter finns listade i Catalogue of Life.